# Соучек, Энди
Энди Кристиан Соучек (исп. Andy Christian Soucek (Souček), род. 14 июня 1985 в Мадриде) — испанский автогонщик. Победитель Испанской Формулы-3 в сезоне 2005. Чемпион Формулы-2 сезона 2009 года. В сезоне 2010 года является тест-пилотом команды Формулы-1 «Virgin Racing».

## Карьера
Отец Соучека австриец. Энди имеет австрийское и испанское гражданство. Энди родился в Испании и провёл там большую часть жизни. Он выступает под испанским флагом, потому что ощущает себя испанцем. Карьера Соучека началась с картинга в 1997, после Португальской Формулы-Форд ему не удалось произвести дебют в формульных гонках в 2001. В 2002 он продолжил выступать в картинге, позже перейдя в Испанскую Формулу-3. В 2003 он прекратил выступать в картинге и стал выступать за команду EV. Он продолжил выступать за EV на протяжении сезона 2004, но также в двух гонках принял участие за команду GTA. 2005 год стал ключевым для Соучека, он перешёл в команду Llusia и выиграл вместе с ней чемпионат.

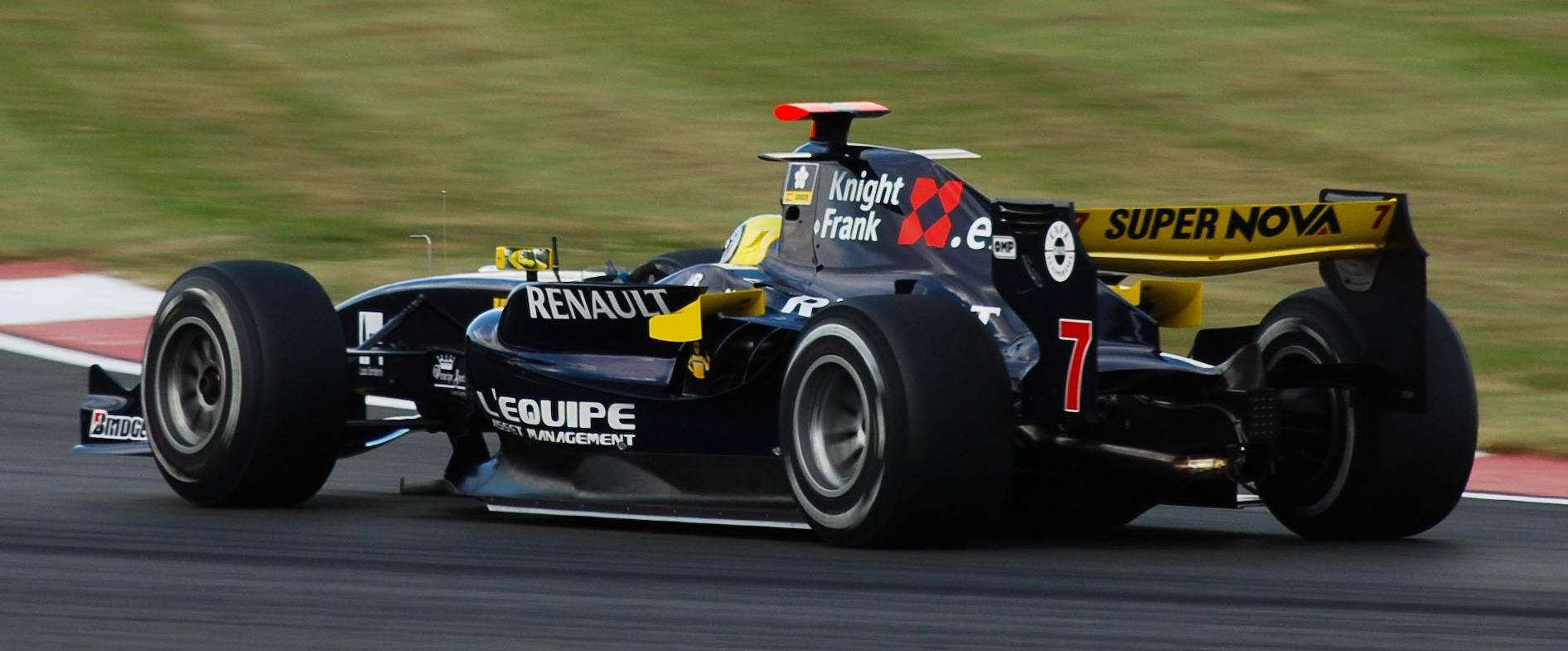
Соучек управляет болидом Super Nova Racing на этапе в Сильверстоуне сезона 2008 GP2.

После участия в 2006 в Мировой серии Рено Соучек заключил контракт с DPR командой GP2 на сезон 2007 года. Он принял участие в первом этапе сезона 2008 GP2 Asia, но был исключён из команды после заключения контракта с сопернической командой FMS International на сезон 2008 основной серии. Всего за 5 дней до старта чемпионата 2008 FMS International разорвала контракт с Энди в одностороннем порядке, заменив его на другого испанца Рольдана Родригеса. Из-за этого у Соучека не осталось времени, чтобы найти команду до начала сезона.
Позднее он вернулся в серию после первого этапа, заменив травмированного Кристиана Бакерудда в команде Super Nova. После двух гонок за Super Nova Соучек вернулся в команду DPR, заменив Джакомо Риччи, который заменял травмированного Михаэля Херка, и набрав своё первое очко в чемпионате. Вслед за выступлениями за DPR Соучек вернулся в Super Nova из-за увольнения Баккеруда. Он один раз побывал на подиуме (на трассе Хунгароринг) и совершил несколько финишей в очковой зоне и в итоге разделил с Рольданом Родригесом звание лучшего испанца.
Энди Соучек также выступил за бразильский футбольный клуб «Коринтианс» (управляемый группой EuroInternational) в дебютной гонке серии Суперлига Формула, главный пилот «Коринтианс» Антонио Пиццония не принял участия из-за гонок в Stock Car Brasil. На второй этап Соучек подписал контракт с «Атлетико Мадрид» на выступление до конца сезона.
Его спонсорами являются Knight Frank и Interwetten.
В 2009 году Соучек присоединился к возрождённой серии «ФИА Формула-2». Испанец одержал в сезоне-2009 семь побед на этапах (каковых всего было 16): по одной победе в Брно, Брэндс-Хэтче, Донингтон Парке, Ошерслебене и Имоле и две победы в Каталунье; он уверенно выиграл чемпионат, набрав 115 очков в общем зачёте, против 64 очков у занявшего 2-е место Роберта Викенса.
23 февраля 2010 года было сообщено, что Соучек станет тест-пилотом команды Формулы-1 «Virgin Racing».

## Гоночная карьера

### Результаты выступлений в GP2
| Легенда к таблице |                                                                    |
| --- | ------------------------------------------------------------------ |
| В таблице перечислены результаты всех гонок, в которых принимал участие гонщик. Строками таблицы являются сезоны, столбцами — этапы соревнований. В каждой клетке указаны сокращённое название этапа и результат, дополнительно обозначенный цветом. Расшифровка обозначений и цветов представлена в нижеследующей таблице. |                                                                    |
| \| Пример \| Описание \| \| ------------ \| ------------------------------------------------------------------ \| \| 1 \| Победитель \| \| 2 \| Второе место \| \| 3 \| Третье место \| \| 5 \| Финишировал, заработав очки \| \| Сход \| Не финишировал, но при этом заработал очки \| \| 12 \| Финишировал, не получив очков \| \| НКЛ \| Финишировал, но не попал в финальную классификацию \| \| 15 \| Участвовал вне зачёта, либо по отдельной классификации \| \| 18 \| Не финишировал, но попал в финальную классификацию \| \| Сход \| Не финишировал \| \| НКВ \| Не прошёл квалификацию \| \| НПКВ \| Не прошёл предквалификацию \| \| ДСК \| Дисквалифицирован \| \| ИСК \| Исключён из протокола соревнований \| \| ТТ \| Заявлен для участия только в тренировках \| \| НС \| Участвовал в квалификации, но не стартовал в гонке \| \| Т \| Травмирован или болен \| \| ОТК \| Отказ от участия \| \| НТР \| Прибыл на соревнования, но на трассу не выезжал \| \| НПР \| Был заявлен в числе участников, но не прибыл к началу соревнований \| \| О \| Соревнования отменены \| \| \| Не участвовал \| \| Поул-позиция \| \| \| Быстрый круг \| \| |                                                                    |
| Пример | Описание                                                           |
| 1 | Победитель                                                         |
| 2 | Второе место                                                       |
| 3 | Третье место                                                       |
| 5 | Финишировал, заработав очки                                        |
| Сход | Не финишировал, но при этом заработал очки                         |
| 12 | Финишировал, не получив очков                                      |
| НКЛ | Финишировал, но не попал в финальную классификацию                 |
| 15 | Участвовал вне зачёта, либо по отдельной классификации             |
| 18 | Не финишировал, но попал в финальную классификацию                 |
| Сход | Не финишировал                                                     |
| НКВ | Не прошёл квалификацию                                             |
| НПКВ | Не прошёл предквалификацию                                         |
| ДСК | Дисквалифицирован                                                  |
| ИСК | Исключён из протокола соревнований                                 |
| ТТ | Заявлен для участия только в тренировках                           |
| НС | Участвовал в квалификации, но не стартовал в гонке                 |
| Т | Травмирован или болен                                              |
| ОТК | Отказ от участия                                                   |
| НТР | Прибыл на соревнования, но на трассу не выезжал                    |
| НПР | Был заявлен в числе участников, но не прибыл к началу соревнований |
| О | Соревнования отменены                                              |
| | Не участвовал                                                      |
| Поул-позиция |                                                                    |
| Быстрый круг |                                                                    |

| Год  | Команда            | 1        | 2       | 3        | 4          | 5        | 6        | 7        | 8          | 9        | 10         | 11       | 12         | 13         | 14         | 15         | 16         | 17      | 18         | 19      | 20       | 21      | ЛЗ | Очки |
| ---- | ------------------ | -------- | ------- | -------- | ---------- | -------- | -------- | -------- | ---------- | -------- | ---------- | -------- | ---------- | ---------- | ---------- | ---------- | ---------- | ------- | ---------- | ------- | -------- | ------- | -- | ---- |
| 2007 | David Price Racing | БАХ 1 12 | БАХ 2 9 | ИСП 1 14 | ИСП 2 Сход | МОН 1 14 | ФРА 1 13 | ФРА 2 10 | ВЕЛ 1 Сход | ВЕЛ 2 20 | ЕВР 1 Сход | ЕВР 2 13 | ВЕН 1 12   | ВЕН 2 Сход | ТУЦ 1 Сход | ТУЦ 2 Сход | ИТА 1 Сход | ИТА 2 7 | БЕЛ 1 6    | БЕЛ 2   | ВАЛ 1 6  | ВАЛ 2 3 | 16 | 15   |
| 2008 | Super Nova Racing  | ИСП 1    | ИСП 2   | ТУЦ 1 19 | ТУЦ 2 Сход |          |          | ФРА 1 13 | ФРА 2 Сход | ВЕЛ 1 12 | ВЕЛ 2 Сход | ГЕР 1 7  | ГЕР 2 Сход | ВЕН 1 8    | ВЕН 2      | ЕВР 1 7    | ЕВР 2 Сход | БЕЛ 1 6 | БЕЛ 2 Сход | ИТА 1 9 | ИТА 2 18 |         | 14 | 14   |
| 2008 | David Price Racing |          |         |          |            | МОН 1 13 | МОН 2 6  |          |            |          |            |          |            |            |            |            |            |         |            |         |          |         | 14 | 14   |

#### Результаты выступлений в GP2 Asia
| Легенда к таблице |                                                                    |
| --- | ------------------------------------------------------------------ |
| В таблице перечислены результаты всех гонок, в которых принимал участие гонщик. Строками таблицы являются сезоны, столбцами — этапы соревнований. В каждой клетке указаны сокращённое название этапа и результат, дополнительно обозначенный цветом. Расшифровка обозначений и цветов представлена в нижеследующей таблице. |                                                                    |
| \| Пример \| Описание \| \| ------------ \| ------------------------------------------------------------------ \| \| 1 \| Победитель \| \| 2 \| Второе место \| \| 3 \| Третье место \| \| 5 \| Финишировал, заработав очки \| \| Сход \| Не финишировал, но при этом заработал очки \| \| 12 \| Финишировал, не получив очков \| \| НКЛ \| Финишировал, но не попал в финальную классификацию \| \| 15 \| Участвовал вне зачёта, либо по отдельной классификации \| \| 18 \| Не финишировал, но попал в финальную классификацию \| \| Сход \| Не финишировал \| \| НКВ \| Не прошёл квалификацию \| \| НПКВ \| Не прошёл предквалификацию \| \| ДСК \| Дисквалифицирован \| \| ИСК \| Исключён из протокола соревнований \| \| ТТ \| Заявлен для участия только в тренировках \| \| НС \| Участвовал в квалификации, но не стартовал в гонке \| \| Т \| Травмирован или болен \| \| ОТК \| Отказ от участия \| \| НТР \| Прибыл на соревнования, но на трассу не выезжал \| \| НПР \| Был заявлен в числе участников, но не прибыл к началу соревнований \| \| О \| Соревнования отменены \| \| \| Не участвовал \| \| Поул-позиция \| \| \| Быстрый круг \| \| |                                                                    |
| Пример | Описание                                                           |
| 1 | Победитель                                                         |
| 2 | Второе место                                                       |
| 3 | Третье место                                                       |
| 5 | Финишировал, заработав очки                                        |
| Сход | Не финишировал, но при этом заработал очки                         |
| 12 | Финишировал, не получив очков                                      |
| НКЛ | Финишировал, но не попал в финальную классификацию                 |
| 15 | Участвовал вне зачёта, либо по отдельной классификации             |
| 18 | Не финишировал, но попал в финальную классификацию                 |
| Сход | Не финишировал                                                     |
| НКВ | Не прошёл квалификацию                                             |
| НПКВ | Не прошёл предквалификацию                                         |
| ДСК | Дисквалифицирован                                                  |
| ИСК | Исключён из протокола соревнований                                 |
| ТТ | Заявлен для участия только в тренировках                           |
| НС | Участвовал в квалификации, но не стартовал в гонке                 |
| Т | Травмирован или болен                                              |
| ОТК | Отказ от участия                                                   |
| НТР | Прибыл на соревнования, но на трассу не выезжал                    |
| НПР | Был заявлен в числе участников, но не прибыл к началу соревнований |
| О | Соревнования отменены                                              |
| | Не участвовал                                                      |
| Поул-позиция |                                                                    |
| Быстрый круг |                                                                    |

| Год  | Команда            | 1       | 2       | 3     | 4     | 5     | 6     | 7     | 8     | 9     | 10    | Место | Очки |
| ---- | ------------------ | ------- | ------- | ----- | ----- | ----- | ----- | ----- | ----- | ----- | ----- | ----- | ---- |
| 2008 | David Price Racing | ОАЭ 1 3 | ОАЭ 2 7 | ИНЗ 1 | ИНЗ 2 | МАЗ 1 | МАЗ 2 | БАХ 1 | БАХ 2 | ОАЭ 1 | ОАЭ 2 | 14    | 6    |

### Результаты выступлений в Суперлиге Формуле
| Год  | Команда                           | 1      | 2      | 3      | 4     | 5     | 6      | 7     | 8      | 9      | 10     | 11     | 12     | Ранг | Очки |
| 2008 | Коринтианс EuroInternational      | ВЕЛ 11 | ВЕЛ 12 |        |       |       |        |       |        |        |        |        |        | 9    | 264  |
| 2008 | Атлетико Мадрид EuroInternational |        |        | ГЕР НС | ГЕР 9 | БЕЛ 5 | БЕЛ 13 | ПОР 6 | ПОР 17 | ИТА 16 | ИТА 12 | ИСП 16 | ИСП 18 | 18   | 132  |

### Результаты выступлений в Формуле-2
| Легенда к таблице |                                                                    |
| --- | ------------------------------------------------------------------ |
| В таблице перечислены результаты всех гонок, в которых принимал участие гонщик. Строками таблицы являются сезоны, столбцами — этапы соревнований. В каждой клетке указаны сокращённое название этапа и результат, дополнительно обозначенный цветом. Расшифровка обозначений и цветов представлена в нижеследующей таблице. |                                                                    |
| \| Пример \| Описание \| \| ------------ \| ------------------------------------------------------------------ \| \| 1 \| Победитель \| \| 2 \| Второе место \| \| 3 \| Третье место \| \| 5 \| Финишировал, заработав очки \| \| Сход \| Не финишировал, но при этом заработал очки \| \| 12 \| Финишировал, не получив очков \| \| НКЛ \| Финишировал, но не попал в финальную классификацию \| \| 15 \| Участвовал вне зачёта, либо по отдельной классификации \| \| 18 \| Не финишировал, но попал в финальную классификацию \| \| Сход \| Не финишировал \| \| НКВ \| Не прошёл квалификацию \| \| НПКВ \| Не прошёл предквалификацию \| \| ДСК \| Дисквалифицирован \| \| ИСК \| Исключён из протокола соревнований \| \| ТТ \| Заявлен для участия только в тренировках \| \| НС \| Участвовал в квалификации, но не стартовал в гонке \| \| Т \| Травмирован или болен \| \| ОТК \| Отказ от участия \| \| НТР \| Прибыл на соревнования, но на трассу не выезжал \| \| НПР \| Был заявлен в числе участников, но не прибыл к началу соревнований \| \| О \| Соревнования отменены \| \| \| Не участвовал \| \| Поул-позиция \| \| \| Быстрый круг \| \| |                                                                    |
| Пример | Описание                                                           |
| 1 | Победитель                                                         |
| 2 | Второе место                                                       |
| 3 | Третье место                                                       |
| 5 | Финишировал, заработав очки                                        |
| Сход | Не финишировал, но при этом заработал очки                         |
| 12 | Финишировал, не получив очков                                      |
| НКЛ | Финишировал, но не попал в финальную классификацию                 |
| 15 | Участвовал вне зачёта, либо по отдельной классификации             |
| 18 | Не финишировал, но попал в финальную классификацию                 |
| Сход | Не финишировал                                                     |
| НКВ | Не прошёл квалификацию                                             |
| НПКВ | Не прошёл предквалификацию                                         |
| ДСК | Дисквалифицирован                                                  |
| ИСК | Исключён из протокола соревнований                                 |
| ТТ | Заявлен для участия только в тренировках                           |
| НС | Участвовал в квалификации, но не стартовал в гонке                 |
| Т | Травмирован или болен                                              |
| ОТК | Отказ от участия                                                   |
| НТР | Прибыл на соревнования, но на трассу не выезжал                    |
| НПР | Был заявлен в числе участников, но не прибыл к началу соревнований |
| О | Соревнования отменены                                              |
| | Не участвовал                                                      |
| Поул-позиция |                                                                    |
| Быстрый круг |                                                                    |

| Год  | №  | 1          | 2       | 3        | 4       | 5       | 6     | 7       | 8       | 9     | 10      | 11    | 12    | 13      | 14      | 15    | 16      | Место | Очки  |
| ---- | -- | ---------- | ------- | -------- | ------- | ------- | ----- | ------- | ------- | ----- | ------- | ----- | ----- | ------- | ------- | ----- | ------- | ----- | ----- |
| 2009 | 22 | ВАЛ 1 Сход | ВАЛ 2 4 | БРН 1 17 | БРН 2 1 | СПА 1 4 | СПА 2 | БРХ 1 2 | БРХ 2 1 | ДОН 1 | ДОН 2 4 | ОШЕ 1 | ОШЕ 2 | ИМО 1 3 | ИМО 2 1 | КАТ 1 | КАТ 2 1 | 1     | '115' |